# Siboniso Gaxa
Siboniso Gaxa, né le 6 avril 1984 à Durban, est un footballeur international sud-africain qui évolue au poste de défenseur au Ajax Cape Town FC.

## Palmarès
- Championnat d'Afrique du Sud : 2013, 2015 et 2017